# Dynesmus iquitus
Dynesmus iquitus är en mångfotingart som beskrevs av Chamberlin 1941. Dynesmus iquitus ingår i släktet Dynesmus och familjen Platyrhacidae. Inga underarter finns listade i Catalogue of Life.